# 刺槐素
刺槐素（化学式：C16H12O5）是一种以芹菜素为母体的4′-O-甲基化黄酮类化合物，存在于刺槐、達米阿那等植物中，具有中等程度的芳香化酶抑制作用。